# Тото в Мадриді (фільм)
«Тото в Мадриді» — кінофільм.

## Сюжет
Заледве вийшовши із в'язниці, Рауль Ла Спада (Маріо Каротенуто) задумує нову аферу. Римський художник Тото Скорчелетті (Тото) повинен написати копію з картини Гойя, а шахрай Рауль збирається видати підробку за оригінал і продати полотно одній американці, яка колекціонує твори мистецтва…
Для більшої правдободібності Ла Спада за допомогою своєї подружки Єви (Аббі Лейн) влаштовує справу так, що «невідомий шедевр» знаходять в тайнику будинку великого художника не хто інший, як професор Франсиско Монтіель (Луї де Фюнес) — експерт з іспанського живопису.

## У ролях
- Тото — Тото Скорчелетті
- Луї де Фюнес — експерт з іспанського живопису професор Франсиско Монтіель
- Аббі Лейн — Єва

## Цікаві факти
- У Франції прем'єра фільму відбулась на 10 років пізніше, ніж в Італії.